# Saint-Christophe-sur-Guiers
Saint-Christophe-sur-Guiers is een gemeente in het Franse departement Isère (regio Auvergne-Rhône-Alpes) en telt 720 inwoners (1999). De plaats maakt deel uit van het arrondissement Grenoble en het kanton Saint-Laurent-du-Pont.

## Geografie
De oppervlakte van Saint-Christophe-sur-Guiers bedraagt 23,6 km², de bevolkingsdichtheid is 30,5 inwoners per km². De plaats ligt ten westen aan de voet van de Chartreuse en grenst aan Saint-Christophe (Savoie). Tot de gemeente behoort ook de dorpen Berland en La Ruchère.
De onderstaande kaart toont de ligging van Saint-Christophe-sur-Guiers met de belangrijkste infrastructuur en aangrenzende gemeenten.

## Demografie
Onderstaande figuur toont het verloop van het inwonertal (bron: INSEE-tellingen).